# Robleda-Cervantes
Robleda-Cervantes és un municipi de la província de Zamora a la comunitat autònoma de Castella i Lleó. Inclou els pobles de Ferreros, Paramio, Robleda, Sampil de Sanabria, Cervantes, San Juan de la Cuesta, Valdespino i Triufé.

## Demografia
| 1991 | 1996 | 2001 | 2004 |
| ---- | ---- | ---- | ---- |
| 488  | 473  | 445  | 476  |